# ラグビージャージ

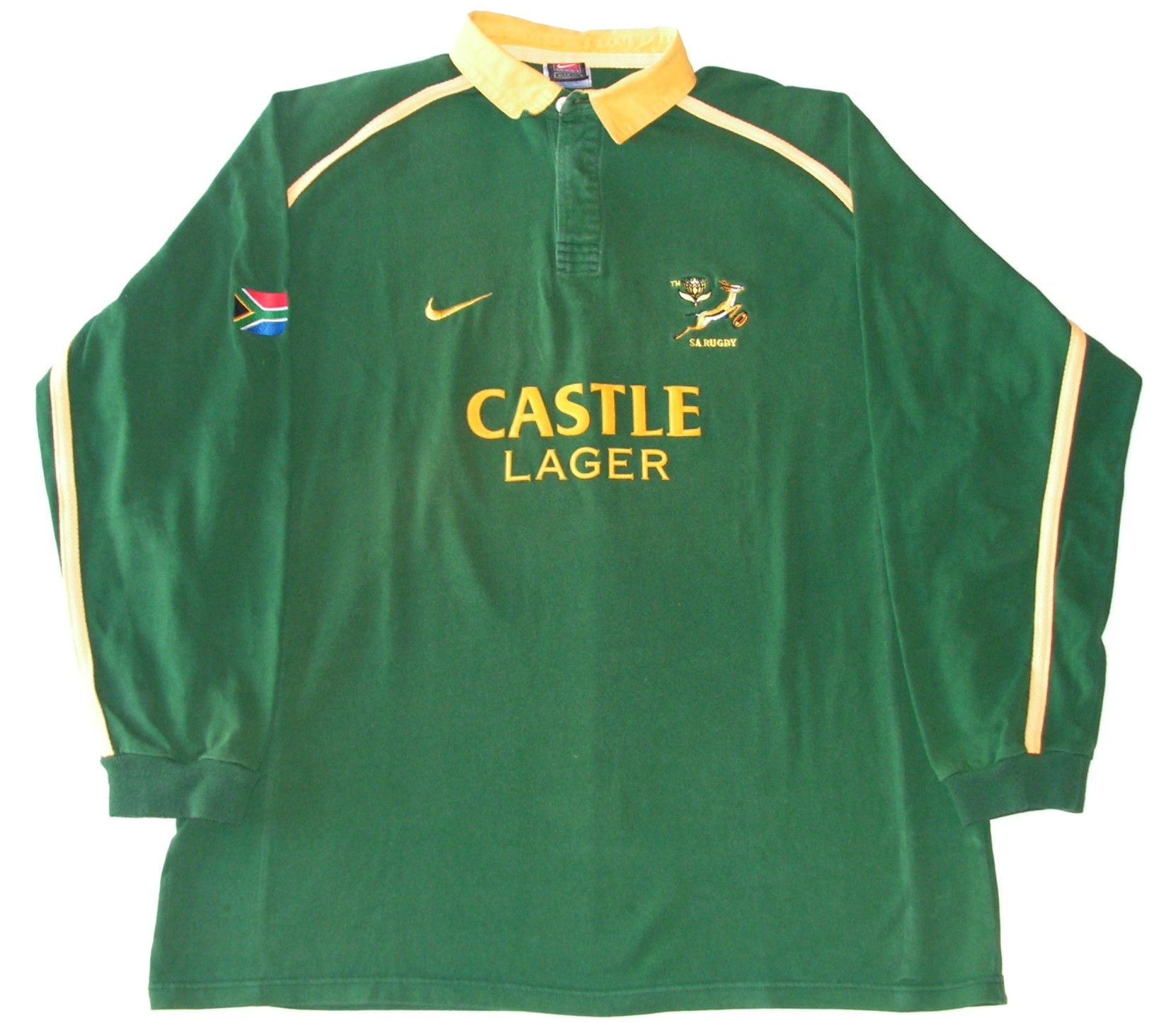
ラグビージャージ

ラグビージャージ（rugby jersey）、またはラガーシャツ（rugby shirt）とはラグビーやラグビーリーグの選手が着用するユニフォームのこと。単にジャージとも呼ばれる。普段着としても着用され、長袖と半袖ともに存在する。

## 選手が着用するもの
「4インチボーダー柄」が主流の時期があった。カンタベリー・オブ・ニュージーランド社のものが有名。
従来の綿だけの素材に代わって、現在はポリエステルで作られているものが多い。ポリエステルに移行した理由として
- 綿で作られたジャージは、天候などによって水分を含むと2.7から3.6kgほどになる
- より摩擦の少ない素材を使うことによって相手選手がつかみにくくなる

などがあげられる。また近年は体に密着するタイト仕様のものが主流となりつつある。

## 一覧

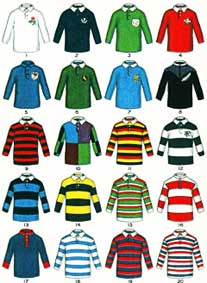
様々なラグビージャージ
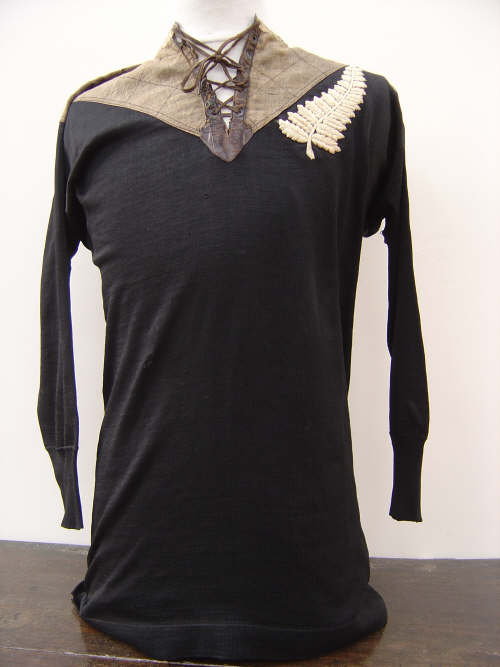
1905年頃のもの
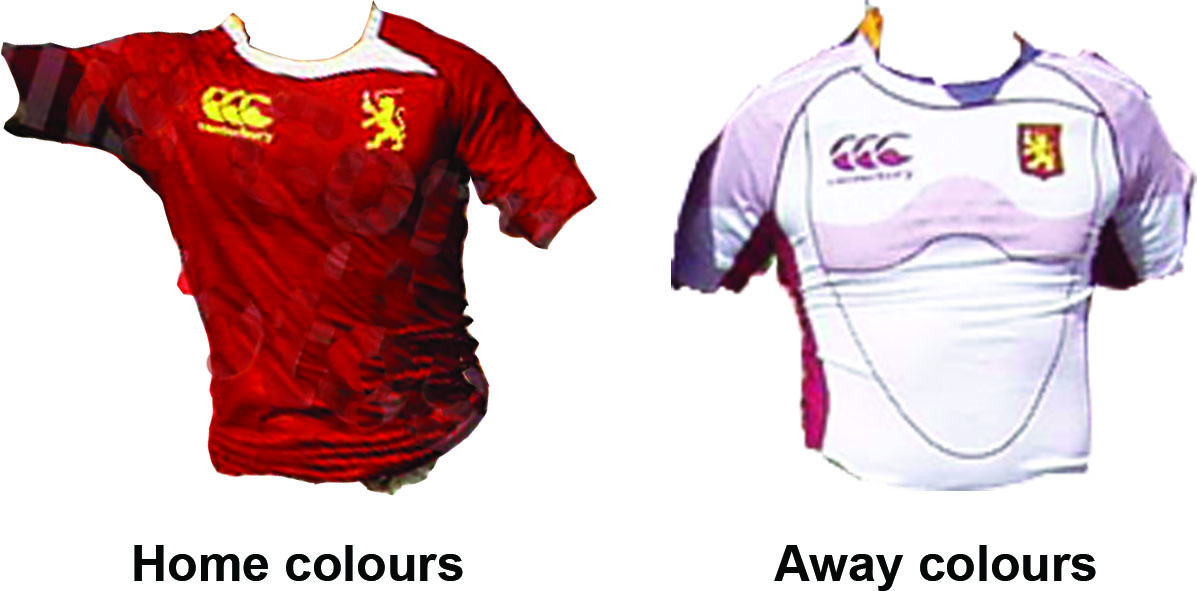
2009年頃のもの
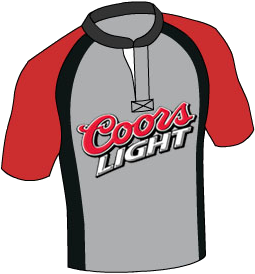
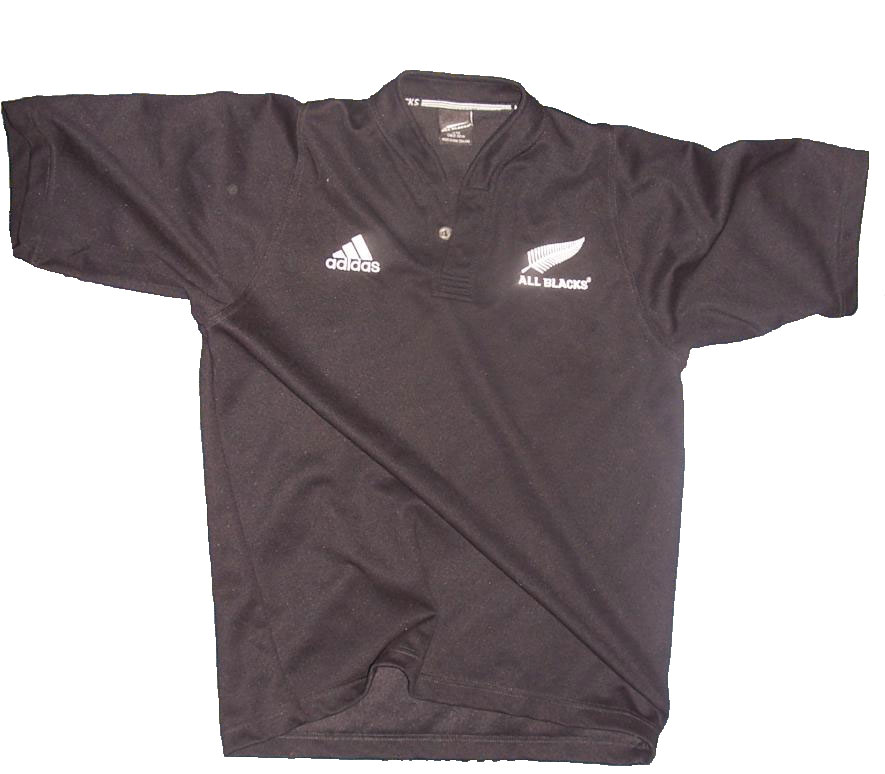
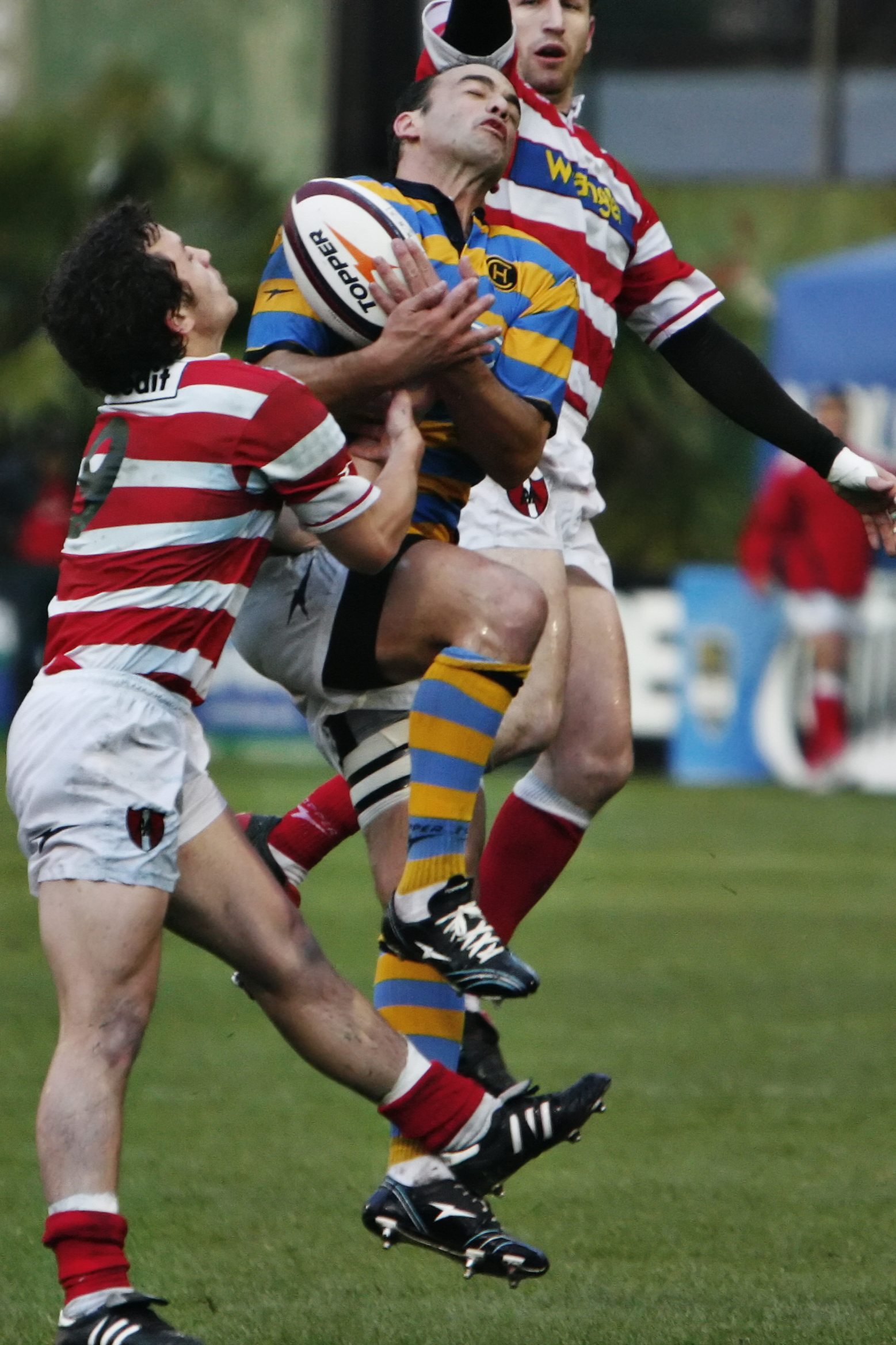
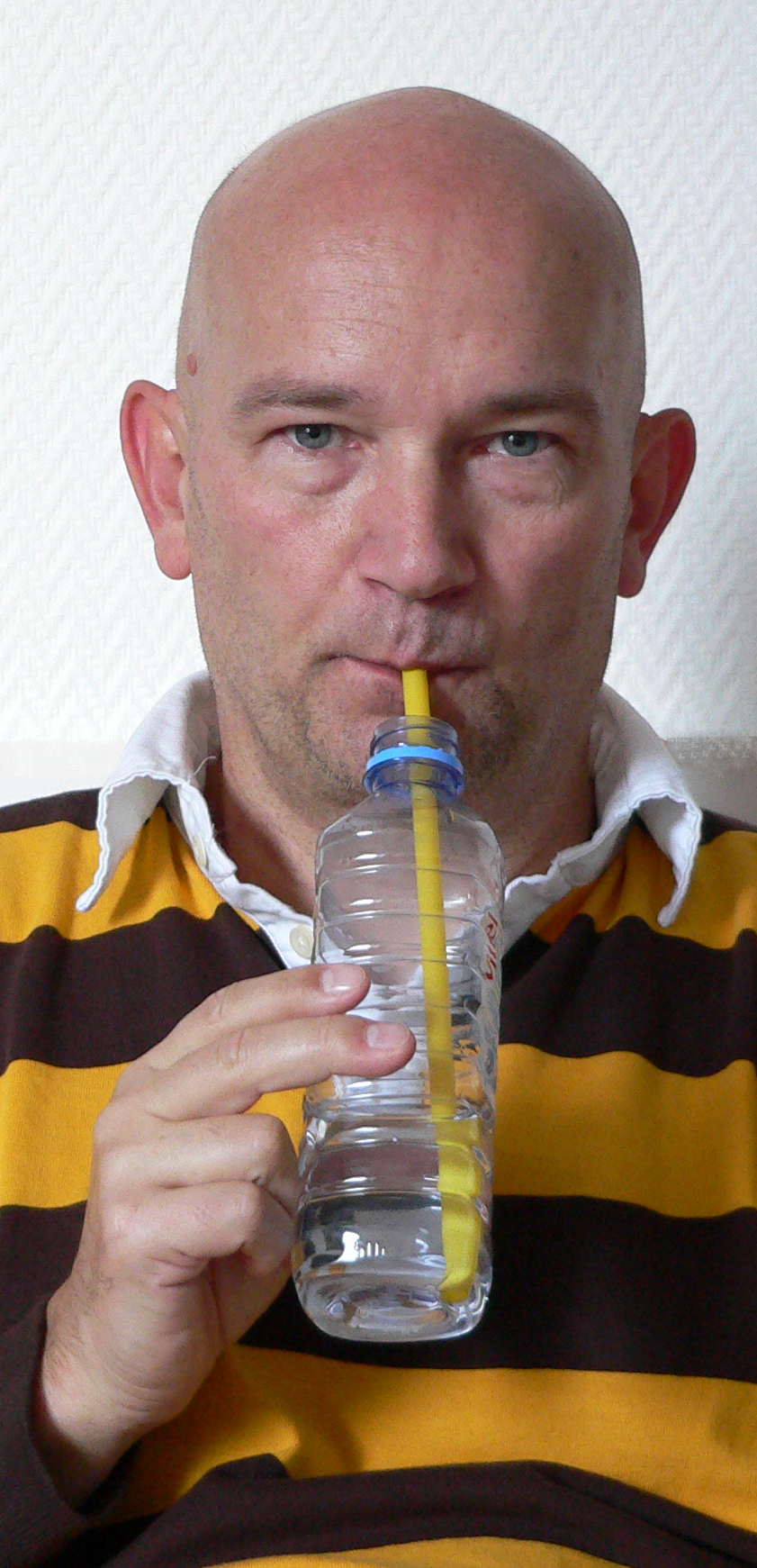